# Juliana Londoño
Juliana Londoño, née le 14 janvier 2005 à Medellín, est une coureuse cycliste colombienne, spécialisée dans le cyclisme sur route et sur piste.

## Biographie
Encore junior, Juliana Londoño participe, en 2023, à ses premières courses élites dans l'équipe porto-ricaine amateur Prototype Women's Cycling Team. Elle termine, notamment, à la 3e place de la première étape du tour du Guatemala. Elle remporte également la Vuelta del Futuro, en s'imposant sur chacune des quatre étapes de l'épreuve.
Elle commence sa carrière professionnelle en 2024, en rejoignant l'Europe et la WCC Team, l'équipe continentale patronnée par le centre mondial du cyclisme. Elle s'illustre avec une 19e place sur le tour de Bretagne puis une 6e sur la Périgord Ladies. Elle représente la Colombie lors des championnats du monde de Zurich mais ne termine pas la course.
Elle est recrutée par la WorldTeam Picnic PostNL pour la saison 2025. Elle effectue ses premières courses avec son nouveau maillot sur les championnats nationaux, au cours desquels elle s'adjuge le titre sur la course en ligne,. En avril, elle devient championne panaméricaine sur route.

## Palmarès sur route

### Par années
- 2023
  -  Championne panaméricaine du contre-la-montre juniors
  -  Médaillée d'argent du championnat panaméricain sur route juniors
- 2025
  -  Championne panaméricaine sur route
  -  Championne de Colombie sur route

### Classements mondiaux
| Année                                 | 2023  |
| ------------------------------------- | ----- |
| Classement UCI                        | 1246e |
|                                       |       |
| Légende : nc = non classéSource : UCI |       |

## Palmarès sur piste

### Championnats du monde
| Édition / Épreuve   | Poursuite | Omnium |
| Cali 2023 (juniors) | Argent    | Or     |

### Jeux panaméricains
- Santiago 2023
  -  Médaillée de bronze de la poursuite par équipes

### Championnats panaméricains
- Los Angeles 2024
  -  Médaillée d'argent de l'élimination
  -  Médaillée d'argent de l'américaine (avec Marcela Hernández)

### Championnats nationaux
- Medellín 2023

- -  Championne de Colombie de la poursuite individuelle[9].
  -  Championne de Colombie du scratch[10].
  -  Championne de Colombie de l'élimination[11].